# 大窪安治
大窪 安治（おおくぼ やすはる）は幕末、明治時代の本草学者。尾張藩士、嘗百社社員。大窪光風、大窪昌章に次ぎ薜茘庵3代目。

## 経歴
本草学者大窪昌章の長男として生まれた。幼名は小新吾、後に小新吾兵衛、勘五郎。
天保13年（1842年）6月14日父の死により御馬廻組を継ぎ、弘化3年（1846年）12月4日小十人組、嘉永6年（1853年）2月26日赤麾となり、3月29日太兵衛と改称した。安政4年（1857年）7月23日新御番、安政5年（1858年）2月19日組目付加役、文久4年（1864年）1月16日小十人組与頭。明治2年（1869年）9月2日一等兵隊となるも、明治3年（1870年）11月12日兵制改革のため免職となった。
明治19年（1886年）3月15日中ノ町小塩五郎宅に三島豪山、久米安政等と博物標本の展示会を開いて随意会と称し、4月8日浪越博物会と改称した。明治26年（1893年）10月8日68歳で死去し、長栄寺に葬られた。法号は安治院明道義忠居士。

## 逸話
小塩五郎と菰野山へ採集に行き、馬に同乗して四日市を通った際、大柄なため看板に頭をぶつけて瘤を作り、小柄な小塩五郎を落馬させてしまった。
晩年病臥し、起き上がれないと知ったある日、家族に「私はもう死ぬ。今日は馴染みの美人の芸者を呼んで最期の楽しみを極めたい。早く呼んでくれ。」と頼んだ。家族が訝ると、「美人の芸者というのは長年集めてきた腊葉標本のことだ。早く箱の中から呼んでくれ。」というので、家族は承知し、標本を部屋の壁一面に貼り付けた。安治はこれを見て「何物の美もこれには及ぶまい。ああ、もう心残りはない。」と喜び、間もなく死去した。